# Rheinberg
Rheinberg är en stad i Kreis Wesel i Regierungsbezirk Düsseldorf i förbundslandet Nordrhein-Westfalen i Tyskland.